# My Beautiful Boy
Pour le film de 2010, voir Beautiful Boy.
Pour plus de détails, voir Fiche technique et Distribution.
My Beautiful Boy ou Un garçon magnifique au Québec (Beautiful Boy) est un drame biographique américain coécrit et réalisé par Felix Van Groeningen, sorti en 2018. Il s’agit de l’adaptation des mémoires Beautiful Boy: A Father's Journey Through His Son's Addiction de David Sheff et Tweak: Growing Up on Methamphetamines de Nic Sheff.

## Synopsis
Nic Sheff est un jeune homme accro à la méthamphétamine, au grand désespoir de son père David Sheff qui est prêt à tout pour le sauver.

## Fiche technique
Sauf indication contraire, les informations mentionnées dans cette section peuvent être confirmées par la base de données cinématographiques IMDb,  présente dans la section « Liens externes ».
- Titre original : Beautiful Boy
- Titre français : My Beautiful Boy
- Titre québécois : Un garçon magnifique[1]
- Réalisation : Felix Van Groeningen
- Scénario : Luke Davies et Felix Van Groeningen, d'après les mémoires Beautiful Boy: A Father's Journey Through His Son's Addiction de David Sheff et Tweak: Growing Up on Methamphetamines de Nic Sheff
- Direction artistique : Ethan Tobman
- Décors : Patrick M. Sullivan Jr.
- Costumes : Emma Potter
- Photographie : Ruben Impens
- Montage : Nico Leunen
- Production : Dede Gardner, Jeremy Kleiner et Brad Pitt ; Nan Morales (producteur délégué)
- Sociétés de production : Plan B Entertainment et Big Indie Pictures ; Amazon Studios et Starbucks Entertainment (coproductions)
- Sociétés de distribution : Amazon Studios (États-Unis), Metropolitan Filmexport (France), The Searchers (Belgique)
- Pays de production :  États-Unis
- Langue originale : anglais
- Format : couleur
- Genre : drame biographique
- Durée : 121 minutes
- Dates de sortie :
  - Canada : 7 septembre 2018 (Festival international du film de Toronto)
  - États-Unis : 12 octobre 2018
  - Belgique : 21 novembre 2018
  - France : 6 février 2019

## Distribution
| |  |  |
| Les acteurs principaux Steve Carell et Timothée Chalamet à la première du film au Festival international du film de Toronto 2018. |  |  |

- Steve Carell (VF : Laurent Natrella ; VQ : François Godin)  : David Sheff
- Timothée Chalamet (VF : Alexis Gilot ; VQ : Xavier Dolan) : Nic Sheff
  - Jack Dylan Grazer : Nic à douze ans
  - Zachary Rifkin : Nic à huit ans
  - Kue Lawrence : Nic à quatre et six ans
- Maura Tierney (VF : Valérie Even ; VQ : Marika Lhoumeau) : Karen Barbour
- Amy Ryan (VF : Brigitte Berges ; VQ : Mélanie Laberge) : Vicki Sheff
- Andre Royo (VF : Jean-Louis Tilburg ; VQ : Patrice Dubois) : Spencer
- Timothy Hutton (VF : Jean-Philippe Puymartin)  : Dr. Brown
- Kaitlyn Dever (VF : Ana Piévic) : Lauren
- Lisa Gay Hamilton : Rose
- Stefanie Scott : Julia
- Christian Convery (VQ : Raphaël Bleau) : Jasper Sheff
- David Mendenhall : le rockeur (non crédité)

 Source et légende : version française (VF) sur RS Doublage

## Accueil

### Festivals et sorties
Beautiful Boy est sélectionné dans la catégorie « Gala Presentations » et présenté le 7 septembre 2018 au Festival international du film de Toronto au Canada, avant sa présentation en « Compétition officielle » en fin septembre 2018 au Festival international du film de Saint-Sébastien en Espagne.
Ce film sort le 12 octobre 2018 aux États-Unis, puis le 21 novembre 2018 en Belgique et le 6 février 2019 en France.

### Critiques
Le film reçoit une note moyenne de 3,2/5 sur Allociné.
Télérama : « Un récit bouleversant et authentique ». Libération critique le « manque flagrant d’inspiration derrière la caméra ».

### Box-office
| Pays ou région    | Box-office     | Date d'arrêt du box-office | Nombre de semaines |
| ----------------- | -------------- | -------------------------- | ------------------ |
| États-Unis Canada | 7 649 973 $    | 7 février 2019             | 17                 |
| France            | 71 372 entrées | 27 mars 2019               | 7                  |
| Total mondial     | 16 636 604 $   | -                          | -                  |

## Distinctions

### Sélections
- Festival international du film de Saint-Sébastien 2018 : sélection « Compétition officielle ».
- Festival international du film de Toronto 2018 : sélection « Gala Presentations ».
- Festival international du film de Rome 2018 : sélection en compétition internationale.

### Nominations
- 76e cérémonie des Golden Globes : Timothée Chalamet pour le Golden Globe du meilleur acteur dans un second rôle.
- 24e cérémonie des Critics' Choice Movie Awards : Timothée Chalamet pour le Critics' Choice Movie Award du meilleur acteur dans un second rôle.
- 25e cérémonie des Screen Actors Guild Awards : Timothée Chalamet pour le Screen Actors Guild Award du meilleur acteur dans un second rôle.

## Article annexe
- Psychotrope au cinéma et à la télévision